# 브란치

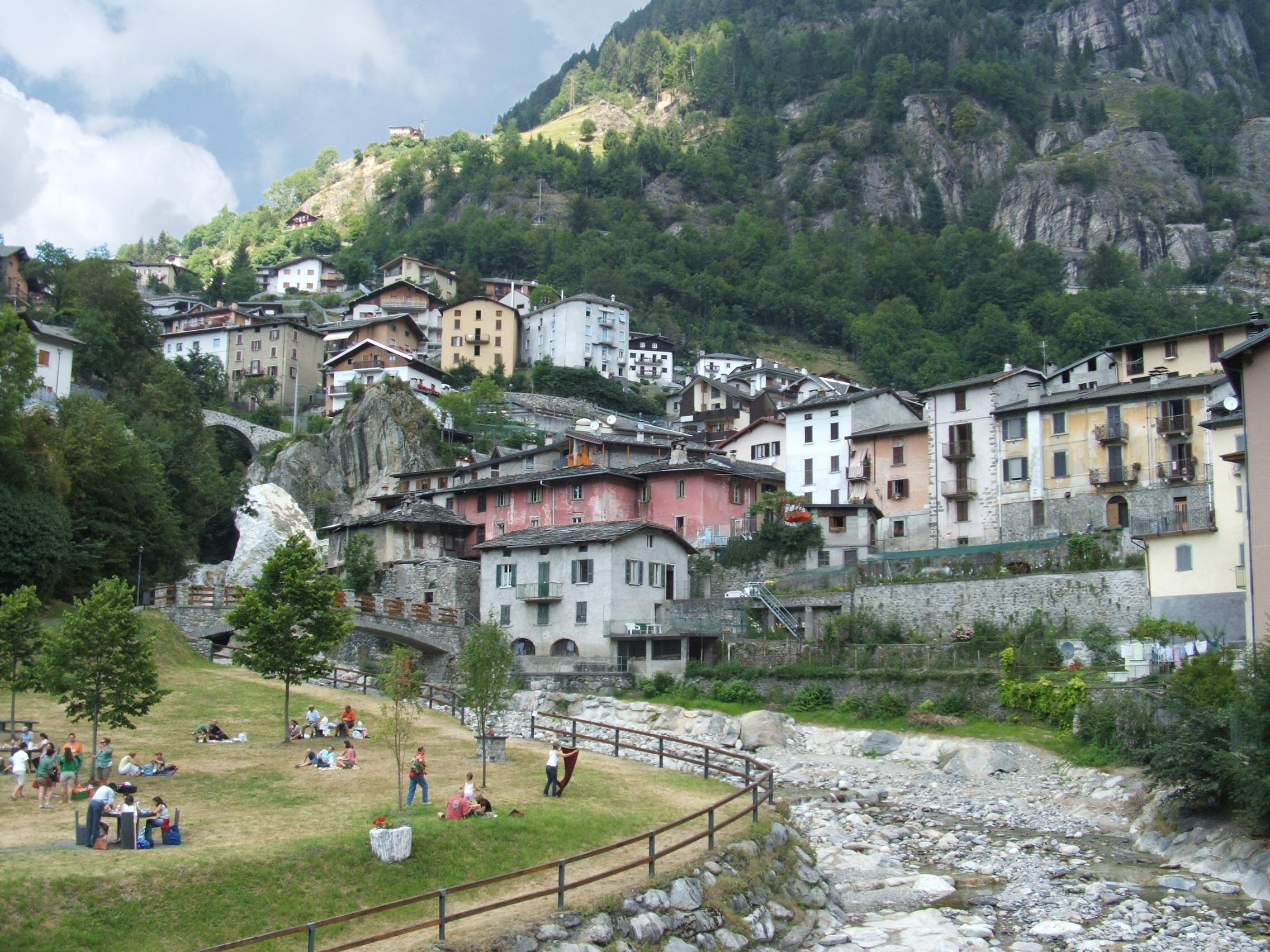

브란치(이탈리아어: Branzi)는 이탈리아 롬바르디아주 베르가모도의 코무네이다. 밀라노에서 북동쪽으로 약 80킬로미터 지점, 베르가모에서 북쪽으로 약 35킬로미터 지점에 위치해 있다.
총 면적은 25.3 제곱 킬로미터, 고도는 874미터이다. 2016년 1월 30일 기준 인구 수는 총 715명이다.